# Livingston County (Illinois)
Livingston County is een county in de Amerikaanse staat Illinois.
De county heeft een landoppervlakte van 2.703 km² en telt 39.678 inwoners (volkstelling 2000). De hoofdplaats is Pontiac.

## Bevolkingsontwikkeling

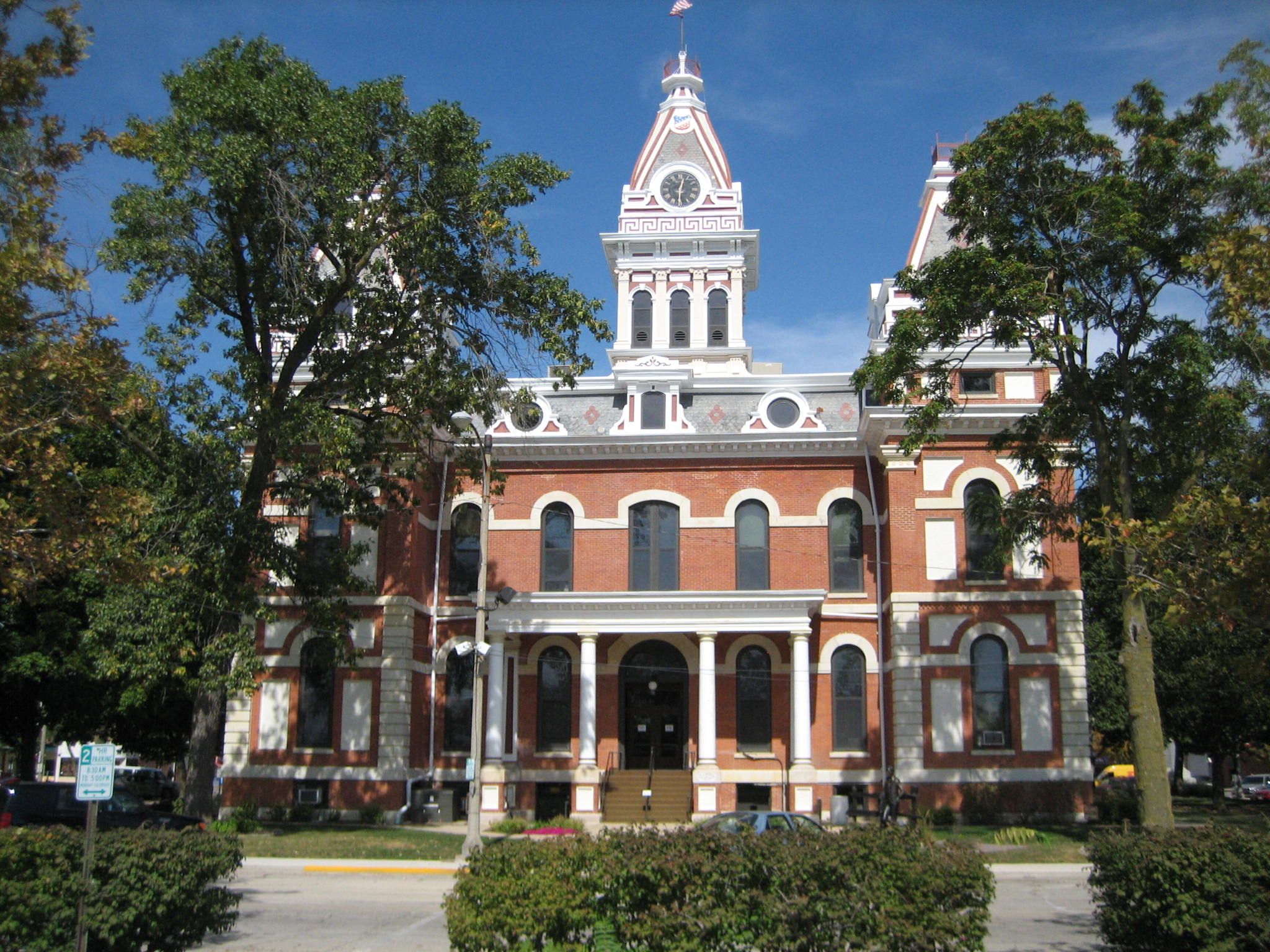
Livingston County Courthouse